# تاتیانا کراسنووا
تاتیانا کراسنووا (انگلیسی: Tatyana Krasnova؛ زادهٔ ۲۷ ژوئن ۱۹۹۵) بازیکن فوتبال اهل بلاروس است.
وی همچنین در تیم‌های ملی فوتبال Belarus women's national football team بازی کرده‌است.